# Фермој
Фермој (енгл. Fermoy, ир. Mainistir Fhear Maí) је град у Републици Ирској, у југозападном делу државе. Град је у саставу округа округа Корк и важан је град за округ.

## Природни услови
Град Фермој се налази у југозападном делу ирског острва и Републике Ирске и припада покрајини Манстер. Град је удаљен 225 километара југозападно од Даблина. Град Корк се налази 35 километара југозападно од Фермоја.
Фермој је смештен у јужној Ирској. Подручје града је равничарско и плодно, са просечном надморском висином од 50 метара. Кроз град протиче река Блеквотер.
Клима: Клима у Фермоју је умерено континентална са изразитим утицајем Атлантика и Голфске струје. Стога град одликује блага и веома променљива клима.

## Историја
Подручје Фермоја било насељено већ у време праисторије. Дато подручје је освојено од стране енглеских Нормана у крајем 12. века.
Фермој је од 1921. године у саставу Републике Ирске. нагли развој града започео је тек последњих деценија, посебно са ширењем утицаја оближњег Корка, када је почело и нагло повећавање броја становника.

## Становништво
Према последњим проценама из 2011. године. Фермој је имао око 6,5 хиљада становника у граду. Последњих година број становника у граду се нагло повећава.

## Збирка слика
- Колеџ Св. Коломана
- Фермој и река Блеквотер
- Главна градска улица
- Замак Клоглеј